# Villadia ramirezii
Villadia ramirezii es una especie de planta perteneciente a la familia Crassulaceae. El nombre de la especie honra al Ing. Raymundo Ramírez Delgadillo (1963-2011), del Instituto de Botánica de la Universidad de Guadalajara, quien fue un colector botánico.

## Clasificación y descripción
Planta herbácea perenne, suculenta, glabra, rupícola, de hasta 12 cm de alto (incluyendo la inflorescencia); raíces tuberosas. Tallos estériles de hasta 1 cm de largo, 4 mm de diámetro en la base; rosetas de 1,5 cm de diámetro; hojas 15, linear-oblongas, 4 a 6 mm de largo y 1 a 1,5 mm de ancho, ápice agudo; tallos floríferos de 3,5 a 6 cm de largo y 0,1 a 0,15 cm de diámetro en la base; inflorescencia de (1)3 a 6 cm de largo y (1,5-)4 a 5 mm de ancho, con un eje central y 2 a 6 ramas secundarias, cada una con 3 a 10(-12) flores; brácteas y bractéolas similares a las hojas; brácteas de (4-)8-11,5 mm de largo y 0,9 a 1,2 mm de ancho; bractéolas de 3,7 mm de largo y 1,1 mm de ancho; flores sésiles, de 2,5-3 mm de largo y 2 mm de diámetro, cáliz con 5 lóbulos subiguales, lanceolados, verdes, de hasta 1,9 mm de largo y 1 mm de ancho en la base; corola glabra, pétalos 5, blancos, triangulares, con el ápice agudo, de 2,6 a 3,4 mm de largo y 1,6 mm de ancho en la base; estambres 10, glabros, con los filamentos triangulares de 0,6 mm de largo y 0,4 mm de ancho en la base; nectarios de 0,6 mm de alto y ancho, de color crema; gineceo glabro, de 1,6 mm de alto y 1,5 mm de ancho, carpelos connados en la base por 0,3 mm, cada carpelo de 0,9 mm de ancho; folículos de hasta 2,2 mm de alto y 1 mm de ancho en fructificación, con numerosas semillas.

## Distribución
Se conoce de dos localidades en el sur del estado de Jalisco, una de ellas en los límites de los municipios de San Gabriel y Tapalpa, en la estribación sur de la Sierra de Tapalpa y la otra en el municipio de Autlán, en la vertiente norte de la Sierra de Manantlán.

## Ambiente
Se ha colectado entre 1400 y 1900 m s. n. m. de altitud sobre sustrato de origen ígneo en bosque de encino con algunos elementos de bosque tropical caducifolio.
Se ha encontrado con flores en septiembre y octubre.